# Jacek Woroniecki
Jacek Woroniecki OP (ur. 21 grudnia 1878 w Lublinie, zm. 18 maja 1949 w Krakowie) – polski duchowny rzymskokatolicki, dominikanin, Sługa Boży Kościoła katolickiego. Teolog, pedagog, etyk, moralista i filozof-scholastyk. Wieloletni nauczyciel akademicki i profesor Wydziału Teologii Katolickiego Uniwersytetu Lubelskiego oraz Papieskiego Uniwersytetu Świętego Tomasza z Akwinu, rektor KUL w latach 1922–1924 oraz założyciel Zgromadzenia Sióstr Dominikanek Misjonarek Jezusa i Maryi. Jeden z najwybitniejszych polskich tomistów, posiadacz najwyższego dominikańskiego tytułu naukowego – mistrza świętej teologii – oraz pionier odrodzenia dominikańskiego na ziemiach polskich po odzyskaniu niepodległości w 1918 roku.

## Życiorys

### Pochodzenie i młodość
Adam Marian Tomasz Pius Leon Woroniecki urodził się 21 grudnia 1878 roku w Lublinie. Pochodził z bardzo starego rodu książąt Woronieckich, który był gałęzią kniaziów Nieświckich. Wychowywał się w majątku Kanie koło Chełma należącym do jego rodziców – księcia Mieczysława Woronieckiego i Marii z Drohojowskich. Był drugim z ośmiorga dzieci. W domu zapewniono mu wszechstronny rozwój intelektualny, interesowały go nauki humanistyczne i literatura. Uczył się dobrze, lubił sporty, był dobrym jeźdźcem, przez krótki czas uprawiał strzelectwo. Od dzieciństwa wyróżniał się wysoką religijnością.
Początkową edukację odbierał w domu od sprowadzonej z Anglii guwernantki. W 1892 roku został przyjęty do drugiej klasy IV Gimnazjum Męskiego w Warszawie, które ukończył zdaniem egzaminu maturalnego w 1898. Nakłoniony przez ojca rozpoczął służbę wojskową w pułku huzarów grodzieńskich w Warszawie, co miało mu otworzyć drogę do najwyższych urzędów. Służbę ukończył w randze korneta. Od 1899 roku studiował na katolickim Uniwersytecie Fryburskim w Szwajcarii i uzyskał licencjat wpierw z nauk przyrodniczych (1902), a następnie z teologii (1905).

### Kapłaństwo

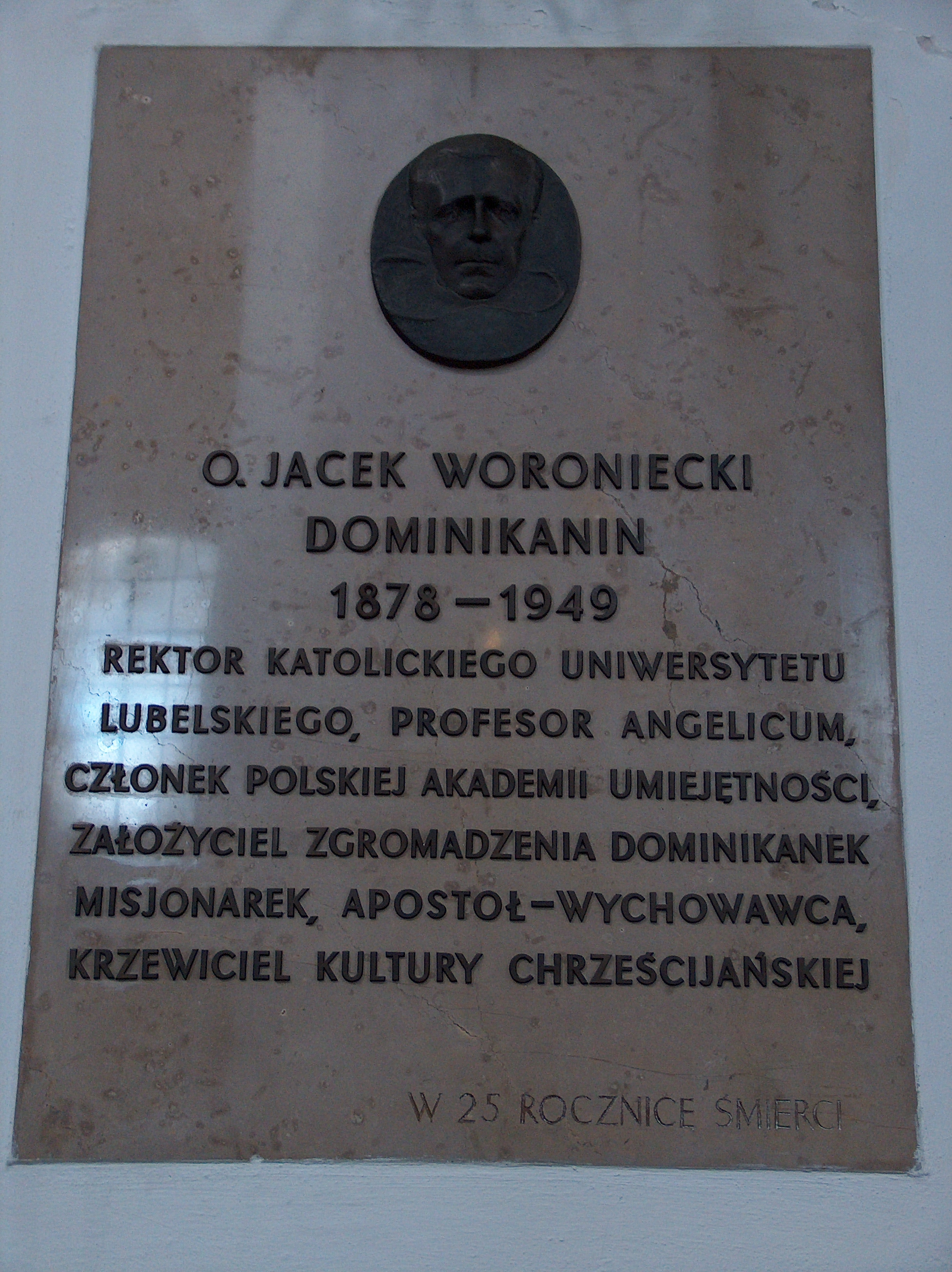
Tablica pamiątkowa w Kościele św. Jacka na warszawskim Nowym Mieście poświęcona o. Woronieckiemu

W 1905 wstąpił do Seminarium Duchownego w Lublinie (w wyborze stanu duchownego utwierdził go o. Honorat Koźmiński), gdzie 10 marca 1906 otrzymał święcenia kapłańskie z rąk biskupa Franciszka Jaczewskiego. Biskup Jaczewski powierzył mu obowiązki osobistego sekretarza i kapelana. O. Woroniecki jednocześnie do końca 1907 roku wykładał w lubelskim seminarium katechetykę oraz Pismo Święte, pełnił również funkcję prefekta w Prywatnym Męskim Gimnazjum im. Stefana Batorego. Następnie wyjechał ponownie do Szwajcarii, aby kontynuować studia. Ukończył je w 1909 roku doktoratem z teologii pt. Główne podstawy socjologii tomistycznej. 10 września 1910 roku, po obronie tytułu i po śmierci ojca wstąpił do zakonu dominikanów, gdzie otrzymał imię zakonne Jacek. Po odbyciu skróconego nowicjatu w klasztorze w Fiesole koło Florencji złożył śluby zakonne 11 października 1911 roku. Następnie przez jeden semestr uzupełniał studia na Collegium Angelicum, po czym został skierowany do Fryburga, gdzie zajmował się formacją księży studentów i był także kapelanem młodzieży uniwersyteckiej.

### Działalność naukowa
W latach 1913–1914 przebywał w dominikańskim klasztorze w Berlinie. Lata 1914–1919 spędził w Krakowie; wykładał etykę w tamtejszym dominikańskim Studium Generalnym. Uporządkował również istniejące w tej placówce archiwum dokumentów pergaminowych. W 1916 generał zakonu o. Ludwig Theissling zaoferował o. Woronieckiemu katedrę filozofii na Angelicum, jednak propozycja nie mogła zostać przyjęta z powodu wojny. W 1918 został powołany do Polskiej Akademii Umiejętności.
W 1919 roku o. Woroniecki rozpoczął wykłady teologii moralnej i etyki na Katolickim Uniwersytecie Lubelskim. Jednocześnie był dyrektorem konwiktu księży studentów. W czasie wojny polsko–bolszewickiej był kapelanem lotnym Wojska Polskiego. 
Był członkiem Wojewódzkiego Komitetu Obrony Narodowej w Lublinie w 1920 roku. W 1922 roku został wybrany rektorem uczelni w miejsce zmarłego na gruźlicę ks. prof. Idziego Radziszewskiego. Okres rządów rektorskich o. Woronieckiego był naznaczony kłopotami finansowymi, które potęgował spadek wartości waluty. Były to najtrudniejsze lata w historii uniwersytetu. W ocenie biskupa Mariana Fulmana dzięki skutecznym staraniom o pozyskanie funduszy udało mu się uratować uczelnię przed upadkiem. Przyczynił się również do rozwoju naukowego uczelni dzięki staraniom o pozyskiwanie najlepszych wykładowców krajowych i zagranicznych. Ze względu na pogarszający się stan zdrowia musiał złożyć dymisję ze stanowiska rektora w marcu 1924 roku, pozostał jednak dziekanem Wydziału Teologicznego. Najważniejsze pisma o. Woronieckiego powstały w okresie, gdy przebywał w Lublinie.

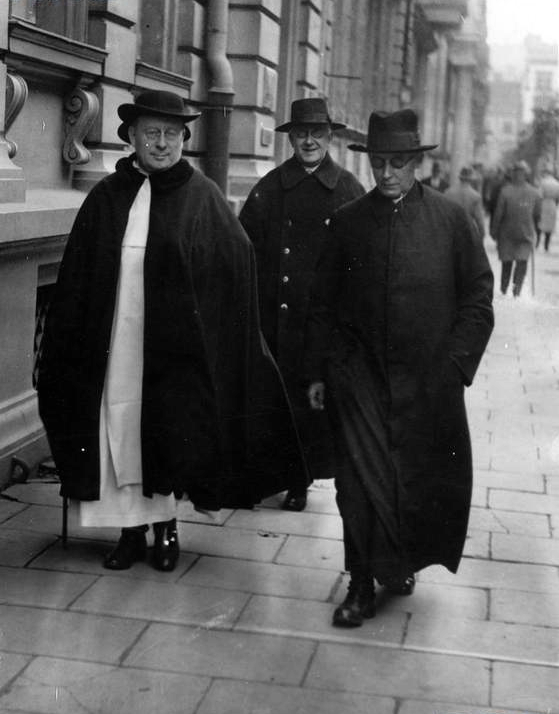
Marcin Stanisław Gillet, Jacek Woroniecki i Henryk Jakubiec

22 sierpnia 1929 został mianowany profesorem teologii moralnej i pedagogiki na papieskim uniwersytecie dominikańskim Angelicum w Rzymie. Wówczas otrzymał tytuł magistra świętej teologii, najwyższy dominikański tytuł naukowy. Z powodu złego stanu zdrowia w 1933 roku musiał wracać do kraju. Objął we Lwowie kierownictwo nad dominikańskim studium filozoficzno-teologicznym, wykładał teologię moralną, patrologię i historię Kościoła. W 1934 roku polska prowincja dominikanów nabyła plac na warszawskim Służewie, na którym stanął dominikański klasztor. Ojciec Woroniecki, pełniący wówczas funkcję syndyka, w porozumieniu z generałem zakonu o. Gilletem podjął decyzję o finansowaniu budowy ze sprzedaży majątków dominikańskich leżących na Kresach. Za tę decyzję spotkała go krytyka środowisk prawicowych, zarzucano mu „wyzbywanie się narodowego dziedzictwa na rzecz Ukraińców i Żydów”. Jego planem było zniesienie małych, prowincjonalnych klasztorów w Polsce i skierowanie działalności polskich dominikanów na duże ośrodki miejskie i uniwersyteckie. W ocenie polskiego historyka Jerzego Kłoczowskiego, ojciec Jacek Woroniecki w dużym stopniu przyczynił się do odrodzenia Zakonu Kaznodziejskiego w Polsce po odzyskaniu niepodległości w 1918 roku.
W 1932 założył Zgromadzenie Sióstr Dominikanek Misjonarek Jezusa i Maryi, którego celem w zamyśle o. Woronieckiego miało być ewangelizowanie ludności rosyjskiej na terenach, gdzie silne wpływy miał ateistyczny komunizm sowiecki. Zgromadzenie działało początkowo poprzez wyjazdy misyjne. Po upadku ZSRR powstały placówki w Fastowie, Kijowie i Rokitnie na Ukrainie, Lipawie i Kuldīdze na Łotwie oraz w Orle w Rosji. Powstała również placówka w Boliwii.
Od 1937 do 1939 pracował w Warszawie, gdzie zainicjował budowę studium dominikańskiego i pełnił tamże funkcję rektora. W 1938 roku Kapituła prowincjonalna mianowała go postulatorem do spraw beatyfikacji i kanonizacji. W latach 1938–1939 był redaktorem „Szkoły Chrystusowej”. Wybuch II wojny światowej zastał go w Krakowie i tam już o. Woroniecki pozostał do końca życia. Prowadził wykłady dla zakonników dominikańskich, wygłaszał rekolekcje, kończył wcześniej rozpoczęte książki. Jego uczniem był wówczas o. Mieczysław Krąpiec.
Od 1944 ze względu na zły stan zdrowia poświęcił się wyłącznie pisaniu. Napisał monografię poświęconą św. Jackowi oraz dokończył pisanie książki pt. Pełnia modlitwy. 3 kwietnia 1948 roku po raz ostatni odprawił Mszę świętą. Zmarł 18 maja 1949 roku wskutek ciężkiego ataku serca. Pogrzebany został w Krakowie na cmentarzu Rakowickim. W 1960 roku szczątki zostały przeniesione do Kościoła św. Jacka w Warszawie. Proces beatyfikacyjny o. Woronieckiego został zainicjowany 7 grudnia 2004. Rolę postulatora pełnił dominikanin, o. Andrzej Potocki. Ulica na lubelskiej dzielnicy Wrotków nosi jego imię.
O. Woroniecki chorował na wagotonię, uremię i neurastenię. Znał 10 języków obcych.

## Myśl
O. Jacek Woroniecki czerpał przede wszystkim z myśli św. Tomasza z Akwinu. Niemal każda jego praca miała w sobie coś z myśli Akwinaty. O. Woroniecki swój osąd myśli św. Tomasza zawarł w pracy Katolickość tomizmu. Podkreślał uniwersalizm tomizmu. Zdaniem o. Bocheńskiego, o. Woroniecki był najwybitniejszym ówcześnie żyjącym polskim tomistą.
Był niechętny „nowinkom pedagogicznym” i sprzeciwiał się skoncentrowaniu pedagogiki na samym dzieciństwie. Głosił potrzebę ześrodkowania jej wysiłków również na dążeniu do pełni rozwoju cech przyrodzonych i nadprzyrodzonych u człowieka dorosłego. Celem wychowania w jego ujęciu winno być wykształcenie sprawności pomagających w funkcjonowaniu w wieku dojrzałym. Ponieważ o ocenie moralnej danego postępku przesądza zgodność decyzji człowieka z własnym – omylnym – sumieniem, za najważniejsze zadanie pedagogiki uznawał odpowiednie wychowanie sumienia. Hagiografia była dlań doniosłym środkiem wychowawczym.
Głównym polem pisarstwa o. Woronieckiego była etyka. Korzystając z myśli św. Tomasza, stworzył etykę wychowawczą, którą zawarł w 2-tomowym dziele Katolicka etyka wychowawcza. Zarysował w niej chrześcijański model wychowania. Kładł w niej nacisk nie na postępowanie i normy moralne, lecz przede wszystkim na cechy charakteru i wychowanie, również samego siebie – poprzez własny wysiłek. Podkreślał istotność samowychowania, czyli własnego, dobrowolnego i świadomego wysiłku w budowaniu własnego człowieczeństwa. Etyka była dlań ściśle powiązana z pedagogiką, gdyż etyka opisuje określony ideał, natomiast pedagogika wskazuje drogę jego realizacji.
Krytykował tzw. intelektualizm moralny, czyli prymat rozumu kosztem wolnej woli człowieka. Był przeciwnikiem indywidualizmu, który jego zdaniem przyczyniał się do szerzenia egoizmu, osłabienia religijności i pojawiania się postaw antyspołecznych. Indywidualizmowi przeciwstawiał personalizm. Walczył również z sentymentalizmem, czyli postawą, w której istotą przeżycia religijnego jest uczucie; o. Woroniecki uznawał je za drugorzędne wobec rozumu i woli. Piętnował fideizm, który w jego osądzie upośledzał aspekt rozumowy w wierze. W książce Około kultu mowy ojczystej przekonywał, że nauka w szkole średniej, zamiast być nauczaniem niepowiązanych ze sobą przedmiotów, powinna być oparta na jednym przedmiocie głównym, tzn. uczeniu wyrażania się w mowie i w piśmie w języku polskim.

## Książki
Pełny wykaz prac o. Woronieckiego, publikowanych w latach 1903–2005, wynosi 296 pozycji. Poniższa lista przedstawia pierwsze wydania najważniejszych prac o. Woronieckiego.
- Jacek Woroniecki: Katolicka etyka wychowawcza. T. I. Kraków: Wydawnictwo Mariackie, 1948, s. 420.
- Jacek Woroniecki: Katolicka etyka wychowawcza. T. II/1. Kraków: Wydawnictwo Mariackie, 1948, s. 476.
- Jacek Woroniecki: Katolicka etyka wychowawcza. T. II/2. Lublin: Redakcja Wydawnictw KUL, 1986, s. 446.
- Jacek Woroniecki: Katolickość tomizmu. Lublin: Uniwersytet Lubelski, 1924, s. 96.
- Jacek Woroniecki: Królewskie kapłaństwo. Poznań: Księgarnia św. Wojciecha, 1919, s. 168.
- Jacek Woroniecki: Macierzyńskie Serce Maryi. Poznań: Księgarnia św. Wojciecha, 1946, s. 228.
- Jacek Woroniecki: Około kultu mowy ojczystej. Lwów: Książnica-Atlas, 1925, s. 112.
- Jacek Woroniecki: Pełnia modlitwy. Poznań: Księgarnia św. Wojciecha, 1925, s. 156.
- Jacek Woroniecki: Św. Jacek Odrowąż i wprowadzenie zakonu kaznodziejskiego do Polski. Katowice: Księgarnia Św. Jacka, 1947, s. 347.
- Jacek Woroniecki: Tajemnica Miłosierdzia Bożego. Poznań:  Księgarnia św. Wojciecha, 1945, s. 155.